# Ypthima dohertyi
Ypthima dohertyi är en fjärilsart som beskrevs av Moore 1893. Ypthima dohertyi ingår i släktet Ypthima och familjen praktfjärilar. Inga underarter finns listade i Catalogue of Life.